# آلیشا لاگانو
آلیشا لاگانو (انگلیسی: Alicia Lagano؛ زادهٔ ۲۶ مارس ۱۹۷۹) یک هنرپیشه اهل ایالات متحده آمریکا است. وی از سال ۱۹۹۹ میلادی تاکنون مشغول فعالیت بوده‌است.

## گزیدهٔ آثار

### سینما
- پارانورمن (۲۰۱۲)

### تلویزیون
- گریم (۲۰۱۳)
- سی‌اس‌آی: میامی (۲۰۱۱)
- استخوان‌ها (۲۰۱۰)
- سی‌اس‌آی (۲۰۱۰)
- دکستر (۲۰۰۹)
- فرار از زندان (۲۰۰۹)
- به من دروغ بگو (۲۰۰۹)
- بخش فوریت‌های پزشکی (۲۰۰۱)